# A Leitura (1894)
A Leitura : magazine literário foi uma revista publicada entre 1894 e 1896 que conta com várias rubricas: romance, contos, novela, história e memórias, viagens e teatro. Nesta publicação podem ler-se textos de autores conceituados nacionais e estrangeiros nomeadamente (a título de exemplo referem-se aqui os autores do tomo IV): Oliveira Martins, Guiomar Torresão, Émile Zola, Mark Twain, Guy de Maupassant, Liev Tolstói, Edmundo De Amicis, Caetano da Costa Alegre e outros.